# Sultan Shibli
Sultan Shibli Hilal ibn Shah Shuja (segle XIV) fou un príncep muzaffàrida, fill de Shah Shuja i d'una princesa awghani (germana de l'amir awghani Surghutmish). Era germà de pare i mare de Sultan Uways (que era mes gran) i de Sultan Jahangir (que era mes petit). Shah Shuja va tenir un altre fill, Zayn al-Abidin Ali (que era germanastre de Sultan Shibli) i diverses filles segurament de diverses esposes.
El 1364 Shah Shuja estava amenaçat a Shiraz i el seu sogre amir Surghatmish i el seu fill Sultan Shibli, que devia ser molt jove i tenia un guardià o atabeg de nom Badr al-Din van acudir des de Kirman en ajuda, amb forces sobretot dels awghanis; però pel camí es van trobar amb el tresorer Dawlatshah que anava a recaptar fons al Kirman per Shah Shuja i els va convèncer que les seves forces serien mes utils en la recaptació que a Shiraz. Els soldats amb el seu amir foren enviats a les tasques recaptatories i eltresorer, el príncep i el seu atabeg van anar a Kirman (ciutat); una vegada allí, Dawlatshah va seduir molts dels amirs i nobles amb regals i suborns, combinats en que assegurava que els dies de Shah Shuja estaven comptats. No feia gaires mesos que Shah Shuja havia nomenat governador de la província el mestre de cavalleria (Mir-Akhur), l'amir Hajji. Un dia Dawlatshah, que ja comptava amb prous suports, el va assassinar i va agafar el poder suprem. Sultan Shibli era massa jove per fer res, però el seu atabeg es va oposar al cop d'estat i també fou assassinat. El jove fou empresonat a Qara-i-Kuh (sembla un error per Qala-i-Kuh) i va romandre tancat fins al final de la rebel·lió el 1365.
El 1383 Shah Shuja va sortir de Siraz cap a Sultaniya acompanyat del seu fill Sultan Shibli, que generalment el seguia dos o tres etapes al darrere en totes les seves expedicions. A Bauda, Sultan Shibli Hilal va intentar revisar l'exèrcit abans que el seu pare i alguns caps en van informar a Shah Shuja exagerant l'actitud del príncep i alertant de que semblava que tenia intencions rebels i que podria estar aliat a l'amir Muzaffar al-Din Salghar-shah Rashidi. Shah Shuja es va alarmar i el maig del 1383 va arrestar als dos homes i els va empresonar: al príncep Shibli al castell d'Iglid i a Salghar-shah a la ciutadella. Un dia que Shah Shuja estava begut se li va ocórrer ordenar a Amir Ramadan Akhtaji i Khwaja Jawhar-i-Kuchak anessin al castell i que el príncep fos cegat; l'endemà Shah Shuja es va penedir i va enviar un missatger a revocar l'ordre, però el missatger va arribar quan el fet ja s'havia consumat.
Aquesta cruel acció, a més d'innecessària li va portar mala sort a Shah Shuja, ja que la seva mare Khan Qutlugh "la Mare de Reis" (la reina mare vídua de Mubariz al-Din Muhàmmad, el pare de Shah Shuja) així com un nebot de nom Shah Husayn van morir en les següents setmanes.
No torna a tenir participació en la política de l'estat. El 1393 Imad al-Din Sultan Ahmad de Kirman es va dirigir amb un fill de Shah Shuja que hauria de ser Sultan Shibli segons les dades conegudes, cap al campament de Tamerlà que s'acostava a Shiraz. Quan van saber que ja havia entrat a aquesta ciutat i que el governant Shah Mansur havia mort en combat van accelerar la marxa i es van presentar. Però Tamerlà els va fer empresonar i una setmana després, a meitat de maig del 1393, va ordenar l'execució de tots els prínceps muzaffàrides, joves o grans, ordre que es va complir, però de la que el conqueridor va exceptuar a dos prínceps per la seva condició de cecs: Zayn al-Abidin Ali i Sultan Shibli. Aquests dos foren portats a Samarcanda on van viure presoners però segurament amb una lliberat considerable tenint en compte que eren cecs. Sultan Shibli va morir a Samarcanda en data desconeguda.